# يو إس إس جيكوب جونز (دي دي-130)
يو إس إس جيكوب جونز سُميت نسبة للرائد البحري في القوات البحرية الأمريكية جيكوب جونز (1768-1850)، وهي مدمرة من طراز ويكز.
وقد صنعتها شركة نيويورك لبناء السفن في كامدن بولاية نيوجيرسي في 21 فبراير عام 1918 م ودشنت في حفل برعاية الآنسة كازينوف دوتن، ابنة حفيد/ة الرائد البحري جونز في 20 نوفمبر من عام 1918 م، وبدأت بتقديم خدماتها للقوات البحرية الأمريكية في 20 أكتوبر 1919 م بقيادة النقيب البحري بول هـ. باستيدو، وأغرقتها غواصة ألمانية أثناء الحرب العالمية الثانية في عام 1942 م.

## تاريخ الخدمة
أُخرجت السفينة من الخدمة في 24 يونيو 1922 م وأُحيلت للاحتياط حتى أُعيدت للخدمة في 1 مايو من عام 1930 م، وكُلفت بالقيام بواجبات مراقبة محايدة لسواحل تشارلستون بجنوب كارولاينا في 4 أبريل 1940 م.

### فترة ما بين الحربين العالميتين
وبعد تجهيزها في فيلادلفيا، أبحرت السفينة في 4 ديسمبر للخضوع للتجربة في المحيط الأطلسي، ووصلت في 22 ديسمبر إلى بينساكولا بولاية فلوريدا لإكمال تدريبها، وأبحرت في 3 يناير عام 1920 م متوجهة للمحيط الهادئ حيث وصلت إلى سان دييجو في الـ26 من نفس الشهر وبدأت بالقيام بتمرينات إطلاق النار وصد الهجمات الجوية على ساحل كاليفورنيا. وبعد ذلك، أُدخلت إلى ورشة بناء السفن بجزيرة مير في 17 أغسطس لإصلاحها وترميمها وبعدها أُحيلت إلى الاحتياط إلى أن عادت لأداء الواجب مع أسطول قوة الدمار بالمحيط الهادئ في 18 يونيو عام 1921 م على سواحل سان دييجو حتى أُخرجت من الخدمة في 24 يونيو 1922 م.
وبعد أن عادت للخدمة في 1 مايو من عام 1930 م، تدربت السفينة في المياه الساحلية التي تمتد من ألاسكا إلى المكسيك كحامية ضد هجمات طائرات العدو لحاملات الطائرات البحرية الحديثة، وأُدخلت ورشة بناء السفن بجزيرة مير للقيام بإصلاحات عليها في شهر نوفمبر من تلك السنة بعد أن أنهت مناورات مع الأسطول الحربي خلال شهر أغسطس. وأبحرت المدمرة إلى بنما في 4 فبراير عام 1931 م، حيث استكملت واجب حماية حاملة الطائرات لانجلي ثم عبرت في 22 مارس قناة بنما وأبحرت للقيام بمناورات في البحر الكاريبي، وبعد ذلك أبحرت متوجهة للولايات المتحدة في 1 مايو وشاركت في مناورات مشتركة بين البحرية والجيش في خليج تشيزبيك استمرت ثلاثة أيام من 26 إلى 29 من نفس الشهر، وعملت خلال فترة الصيف المتبقية مع قسم المدمرات 7 على ساحل نيو إنجلاند حتى دخلت ورشة بناء السفن ببوسطن لترميمها في 2 أكتوبر.
وخرجت جونز من بوسطن في غرة شهر ديسمبر للمشاركة في مناورات بهايتي، وغادرت البحر الكاريبي في 13 فبراير من عام 1932 م لتؤدي واجب الحماية ضد الطائرات والقيام بتدريبات على إطلاق الطوربيدات على سواحل كاليفورنيا لمدة 13 شهرا. وعادت في 1 مايو 1933 م إلى خليج غوانتانامو بكوبا للقيام بتمارين عامة وتمارين مواجهة المشاكل الحربية، إلى أن أبحرت في الـ26 من نفس الشهر إلى نورفولك (فرجينيا) لتقوم بصيانة ذاتية في فترات عطلتها المتعاقبة.
وعادت جونز بعد ترميمات استمرت لشهرين في تشارلستن إلى غونتانامو في 29 نوفمبر للقيام بتمرينات اطّلاع وإطلاق النار إلى أن أوقفت تحركاتها في 29 يونيو من عام 1934 م لكي تبحر لبورت أو برانس بهايتي حيث خدمت كحارسة أثناء زيارة الرئيس فرانكلن د. روزفلت لهايتي لتوثيق العلاقة بين الجيران، وعادت لإكمال عملياتها في البحر الكاريبي في شهر يوليو وشاركت في تمرينات إنزال القوات على خليج غوانتانامو خلال شهر سبتمبر، وغادرت البحر الكاريبي في أواخر شهر نوفمبر ودخلت ورشة بناء السفن بنورفولوك للقيام بصيانات استمرت عدة أشهر في 3 ديسمبر عام 1934 م.
وصعد على متنها ضباط بحريون من الأكادمية البحرية في مايو 1935 م للقيام بجولة تدريبية في المحيط الأطلسي، وعادت إلى نورفولوك في 7 يونيو ومكثت عدة أشهر للقيام بدوريات ساحلية ومناورات إلى أن توجهت لنيويورك في شهر سبتمبر للمشاركة في مناورات للمدمرات، وعملت خارج نيويورك حتى دخلت ورشة بناء السفن ببروكلين في يناير من عام 1936 م للفحص والصيانة.
وغادرت جونز نيويورك في 15 يونيو عام 1936 م وعلى متنها ضباط احتياط لجولة تدريبية في البحر الكاريبي استمرت حتى شهر سبتمبر، وشاركت في أكتوبر في مناورات ساحلية مشتركة بين الجيش والبحرية، ثم شاركت عقب فحصها السنوي في نورفولوك بتدريب كسح الألغام في فبراير عام 1937 م، ثم استخدمت لتدريب ضباط الأسطول الخامس لقوات الاحتياط في مارس وأكملت جولات تدريب الضباط البحريين في يونيو. واستمرت بالخدمة كسفينة تدريب للضباط الاحتياط حتى 15 فبراير من عام 1938 م حيث غادرت نورفولوك للقيام بعمليات إنزال ومناورات حربية خارج مياه بورتوريكو والجزر العذراء. وعادت جونز إلى نورفولوك لترميمها في 13 مارس، وعادت للخدمة في يونيو خارج نورفولوك حاميةً لحاملة طائرات والقيام بتمرينات إطلاق طوربيدات ومدفعية.
وبعد حضور سباقات القوارب الرئاسية في سبتمبر، تجهزت جونز للإبحار إلى أوروبا لتلتحق بأسطول 40-تي بالبحر الأبيض المتوسط الذي أُعد أساسا في سبتمبر عام 1936 م لحماية وإخلاء الأمريكيين من أسبانيا أثناء الحرب الأهلية واستقر بعد ذلك بغربي البحر. وصلت جونز جبل طارق في 6 نوفمبر، وفي 17 من نفس الشهر وصلت لفيلفرانش وقامت بأعمال الدورية في ميناء فيلفرانش الفرنسي بالبحر المتوسط حتى 20 مارس 1939 م. وزارت الجزائر من الـ24 وحتى الـ25 من شهر مارس عام 1939 م، وقامت خلال الـ7 أشهر التي تبعتها بالتنقل بين العديد من الموانئ الأوربية المطلة على المحيط الأطلسي بدءاَ من روتردام وانتهاءَ بلشبونة، مغادرةً إياها في الـ4 من أكتوبر متوجهةً للولايات المتحدة لترسو في نورفولوك في الـ14 من نفس الشهر.
وكجزء من عملياتها الساحلية، قامت جونز بدوريات مراقبة بحتة من نورفولوك إلى نيوبورت، كما أنها حرست سيدراغون خلال تجربتها في البحر الكاريبي في ديسمبر.

### الحرب العالمية الثانية
وبعد شهرين من الصيانة والفحص في نورفولك، أبحرت جيكوب جونز متوجهة لتشارلستون في الـ4 أبريل عام 1940 م لتنظم للدورية المحايدة التي أُسست في سبتمبر عام 1939 م تجاوبا مع الحرب في أوروبا، والتي تم تكليفها بالتتبع والإبلاغ عن أي تحركات لأي عمليات حربية للدول المتحاربة في مياه ويسترن هيميسفيير، وكان الهدف الأساسي من هذه العملية «تأكيد جاهزية الولايات المتحدة للدفاع عن ويسترن هيميسفير». وعادت السفينة في يونيو بعد شهرين قضتهما في هذه العملية لتدريب الضباط البحريين.
وغادرت السفينة نورفلوك في سبتمبر متوجهة لنيو لندن، كونيتيكت، حيث اشتركت هي وطاقمها في تدريب مدرسي مكثف وشامل في الحرب ضد الغواصات، وعادت لفترة قصيرة إلى نورفولك في 6 ديسمبر قبل أن تبحر لكي وست لاستكمال تدريبها. وأكملت عملياتها مع الدورية المحايدة في مارس عام 1941 م لحراسة المياه التي تمتد من كي وست إلى قناة يوكاتان، وانضمت في مايو للسفن التي تحمي مياه الجزيرتين مارتينيك وغوادلوب اللتان تخضعان لسيطرة الفيشي في جزر الأنتيل الصغرى ملازمة موقعها طيلة الصيف.
وغادرت خليج غوانتانامو مع أسطول قسم المدمرات 54 في 30 سبتمبر عام 1941 م للاستعداد للقيام بواجب مرافقة في الشمال الأطلسي، وخضعت جونز لفحص وصيانة استمرت لمدة شهرين في نورفلوك قبل أن تغادر في غرة ديسمبر من عام 1941 م للقيام بتدريب في حراسة الناقلة على ساحل نيو إنجلند. وبعد أن خرجت من مرفأ بوسطن في 12 ديسمبر، أبحرت للمحطة البحرية أرجنتيا بنيوفانوندلاند لبدء واجب المرافقة، ورافقت في الـ16 من ديسمبر ماكيرل وأس-33 عبر البحار المتلاطمة الأمواج إلى بوسطن وعادت إلى أرجنتيا في الـ24 من نفس الشهر، وغادرت جونز أرجنتيا مجددا في 4 يناير عام 1942 م مرافقةً لكاسحاتي الألغام ألباطروس ولينّيت، وبينما كانوا في طريقهم للانضمام لحملة المرافقة أس سي 63 المتجهة للجزر البريطانية، احتكت جونز بغواصة وشنت هجوما بإلقاء قذيفة أعماق، وبعد أن فقدت الإتصال بالغواصة، حرست السفن التي معها حتى وصلت لوحدة المرافقة وعادت لأرجنتيا في 5 يناير.
وأبحرت جونز من أرجنتيا في 14 يناير من عام 1942 م لتنظم لحملة المرافقة أتش أكس 169 المتوجهة لآيسلندا، وواجهت الحملة عاصفة شديدة وبحاراً هائجةً وريحاً عاتيةً تصل شدتها لـ9 على مقياس بوفورت فرّقت سفنها عن بعضها البعض، مما أجبر جونز على الإبحار وحدها لويلفجورد، آيسلندا رغم النقص في الوقود وتعطل البوصلة الدوارة وتذبذب البوصلة المغناطيسية غير الدقيق وشدة العاصفة المتزايدة لتصل في الـ19 من نفس الشهر. ورافقت بعد 5 أيام 3 سفن تجارية لأرجنتيا، وتفرقت السفن هذه المرة كذلك بسبب الرياح الشديدة والبحار العاتية وتبقت سفينة نرويجية واحدة أكملت جونز مرافقتها لأرجنتيا، وتمكنت جونز من الكشف عن غواصة ومهاجمتها في الـ2 من فبراير عام 1942 م إلا أن هذه المرة لم يُظهر هجومها بإلقاء القذائف العميقة أي نتائج.
وبعد وصولها لأرجنتيا في 3 فبراير، غادرت في اليوم التالي لتنضم مرة أخرى لحملة المرافقة أو أن 59 المتوجهة لبوسطن، وخضعت جونز لتصليحات عندما وصلت لبوسطن في 8 فبراير استمرت لأسبوع. وأبحرت لنورفلوك في الـ15 من نفس الشهر ثم أبحرت بعد ثلاثة أيام من هناك لنيويورك.
وكجزء من الجهود المبذولة للحد من خسائر الشحن التجاري الإتحادي على الساحل الأطلسي، أسس قائد قاعدة البحر الشرقي اللواء البحري أدولفس أندروس دورية متجولة مضادة للغواصات والتي غادرت جونز نيويورك في 22 فبراير من أجل المشاركة في واجباتها بقيادة النقيب البحري هيو بلاك. وبينما كانوا يعبرون مسار المنارة العائمة أمبروز المُجتاح، كشفت جونز وجود محتمل لغواصة وقامت بالهجوم فورا، ولمدة 5 ساعات، قامت جونز بشن 12 نمط هجومي وإلقاء 57 قاذفة أعماق، ولم يتم إيجاد آثار حطام سوى البقع الزيتية التي ظهرت أثناء الهجمات الـ6 الأخيرة، واضطرت جون للعودة لنيويورك لإعادة تسليحها بعد أن نفذت ذخيرتها أثناء هذا الهجوم، ومن الجدير بالذكر أن التحقيقات التي تلت الهجوم فشلت في العثور على دلائل حتمية تُظهر غرق الغواصة.

### مصيرها
وغادرت جونز ميناء نيويورك في صباح 27 فبراير 1942 متجهة جنوبا على ساحل نيوجيرسي لحراسة ومسح المنطقة بين منارة بارنيجات وضفة فايف فاذوم، وتلقت أوامر بعد مغادرتها بفترة وجيزة بتركيز نشاطها الحراسي في مياه كيب ماي وديلاوير كيبس. ورأت في تمام الساعة الثالثة والنصف مساءَ حطام الناقلة ر.ب ريزور المشتعل التي قُصفت بالطوربيدات في اليوم السابق شرق منارة بارنيجات، وقامت جونز بإحاطتها بحثا عن ناجين لمدة ساعتين قبل أن تكمل مسارها جنوبا بسرعة ثابتة قدرها 15 عقدة في البحار الهادئة، وقامت بالإبلاغ عن موقعها لآخر مرة في تمام الساعة الثامنة مساءَ ثم دخلت في سبات لاسلكي، واستمرت في مسارها طوال الليلة ذات البدر الساطع دون تشغيل أي إنارة أو وبص يشع منها مستغلة سطوع البدر الذي جعل الرؤية واضحة.
ومع بزوغ أول ضوء لفجر 28 فبراير 1942، قامت الغواصة الألمانية يو-578 بإطلاق العديد من الطوربيدات نحو المدمرة جونز دون علمها، وضرب اثنان أو ثلاثة من الطوربيدات غير المكتشفة الجانب الأيسر من المدمرة في تتابع سريع.
ووفقا للناجين منها، ضرب الطوربيد الأول خلف حجرة القيادة وسبب ضررا بالغا، حيث فجّر مخزين السفينة ونتج عن ذلك الانفجار تدمير كل ما كان أمام موقع الضربة من حجرة القيادة وغرفة التخطيط ومسكن الضباط وضباط الصف، وبينما هي واقفة عاجزة عن الحركة وإرسال نداء إغاثة، ضرب الطوربيد الثاني منطقة تبعد 40 قدما عن مقدمة الذيل واستمر بالاندفاع إلى الجزء التالي من السفينة الذي يعلو صفائح العارضة الأساسية والأعمدة ودمر مساكن الطاقم التي تلت، مُبقياَ قسم الضباط البحريون دون ضرر.
وقتل جميع طاقمها عدا 25 أو 30 ناجيا من بينهم النقيب البحري بلاك، وتوجه الناجون الذين كان من بينهم ضابط إشارة مصاب بشدة «وفاقداَ بعض أطرافه» إلى قوارب النجاة، وصعّبت السطوح الملطخة بالزيت والمعدات والخطوط التالفة وحطام السفينة المتبعثر مهمتهم لإنزال بالقوارب للبحر. وبقت جونز تطفو لمدة 45 دقيقة مما مكّن الناجين من مغادرتها باستخدام 4 أو 5 طوافات، وبعد ساعة من الانفجار الأول بينما كانت جونز تغرق في مياه البحر الأطلسي البارد وبدأ هيكلها المحطم بالاختفاء، انفجرت قذائف الأعماق التي كانت تحملها وقتل الانفجار عدة ناجين كانوا في طوافة لم تبتعد كثيرا، كالحادثة التي حدثت لجيكوب جونز دي دي-61 في عام 1971 م.
ورأت طائرة استطلاع تابعة للجيش في الساعة الثامنة وعشر دقائق صباحا طوافات النجاة وأبلغت عن موقعهن لإيجل 56 التابعة للدورية الساحلية، وبعد أن أرغمتها الريح العاتية وارتفاع أمواج البحر على ايقاف بحثها بحلول الساعة الحادية عشر صباحا، كانت قد تمكنت من إنقاذ 12 ناجيا مات أحدهم في الطريق لماي كيب. واستمر البحث عن ناجين آخرين في اليومين التاليين بالسفن والطائرات ولكن دون جدوى.

## روابط خارجية
- صفحة يو إس إس جيكوب جونز في مؤسسة تاريخ المدمرات